# Autonome Universität Barcelona

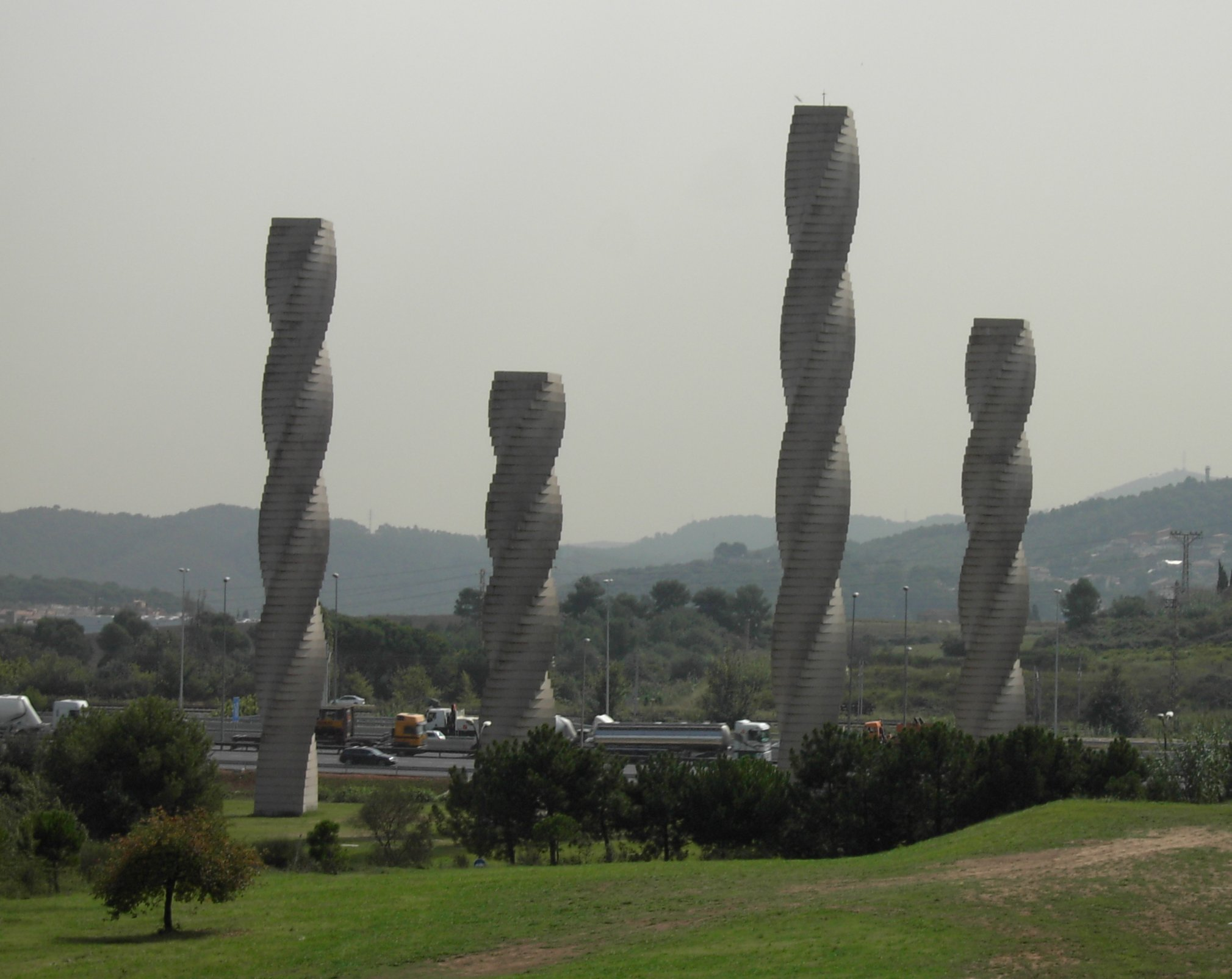
Les Columnes-Skulpturen auf dem Universitätsgelände

Die Autonome Universität Barcelona (katalanisch: Universitat Autònoma de Barcelona, spanisch: Universidad Autónoma de Barcelona) ist eine Universität nahe der spanischen Stadt Barcelona. Sie wurde am 6. Juni 1968 gegründet und konzentriert ihre Aktivitäten auf dem Campus Bellaterra im Kreis Vallès Occidental, 30 Kilometer vom Stadtzentrum Barcelonas entfernt. Weitere Einrichtungen der Universität existieren in Manresa, Sabadell, Terrassa, Sant Cugat del Vallès und Barcelona. Auf dem Campus befindet sich auch die Vila Universitària, eine Wohnanlage mit 812 Appartements, in denen 2.193 Personen untergebracht werden können.

## Geschichte und Profil
Die Gründung erfolgte am 6. Juni 1968 durch einen Gesetzeserlass, zuvor gab es während der Zweiten Spanischen Republik Pläne für eine zweite Universität in Barcelona, die aber auf Grund des Bürgerkrieges und der nachfolgenden Jahre der Armut in den frühen Jahren der Franco-Diktatur nicht verwirklicht werden konnten.
Am 6. Oktober desselben Jahres wurde die erste Vorlesung der Geisteswissenschaftlichen Fakultät im Kloster
Sant Cugat del Vallès gehalten und ebenfalls im Oktober wurde die Medizinische Fakultät im Hospital de la Santa Creu i Sant Pau in Barcelona eingerichtet.
Die Grundstücke, auf denen sich der Campus heute befindet, wurden im Jahr 1969 erworben und nach mehrjährigen Bauarbeiten sind die allermeisten Fakultäten der Universität dort untergebracht.
Mit dem Ende der Diktatur stellte die Universität im sogenannten „Bellaterra-Manifest“ ihren Plan für eine demokratische, unabhängige Modelluniversität vor.
Von 1985 bis 1992 wurden mehrere organisatorische Reformen durchgeführt und einige neue Fakultäten gegründet.

## Organisation

### Struktur
Die Hochschule hat 54 Abteilungen, die grob in die vier Bereiche Gesundheitswissenschaften, Naturwissenschaften und Technik, Geisteswissenschaften sowie Sozialwissenschaften gegliedert werden.

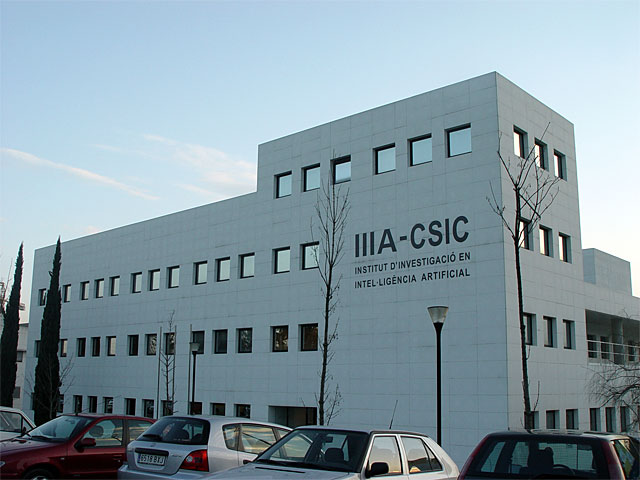
Institut für künstliche Intelligenz (Trägerschaft durch den Consejo Superior de Investigaciones Científicas CSIC)
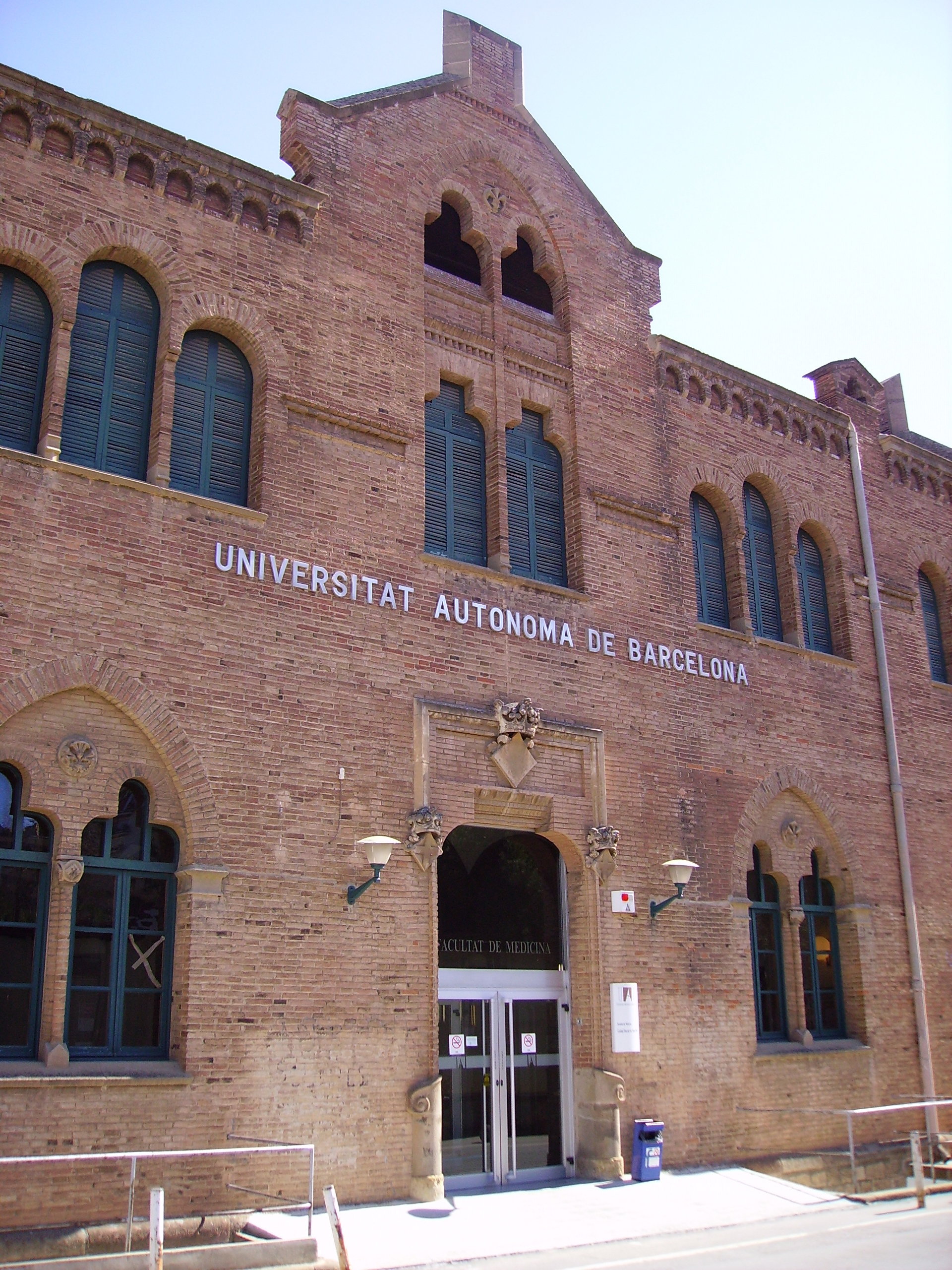
Medizinische Fakultät im Hospital de la Santa Creu i Sant Pau
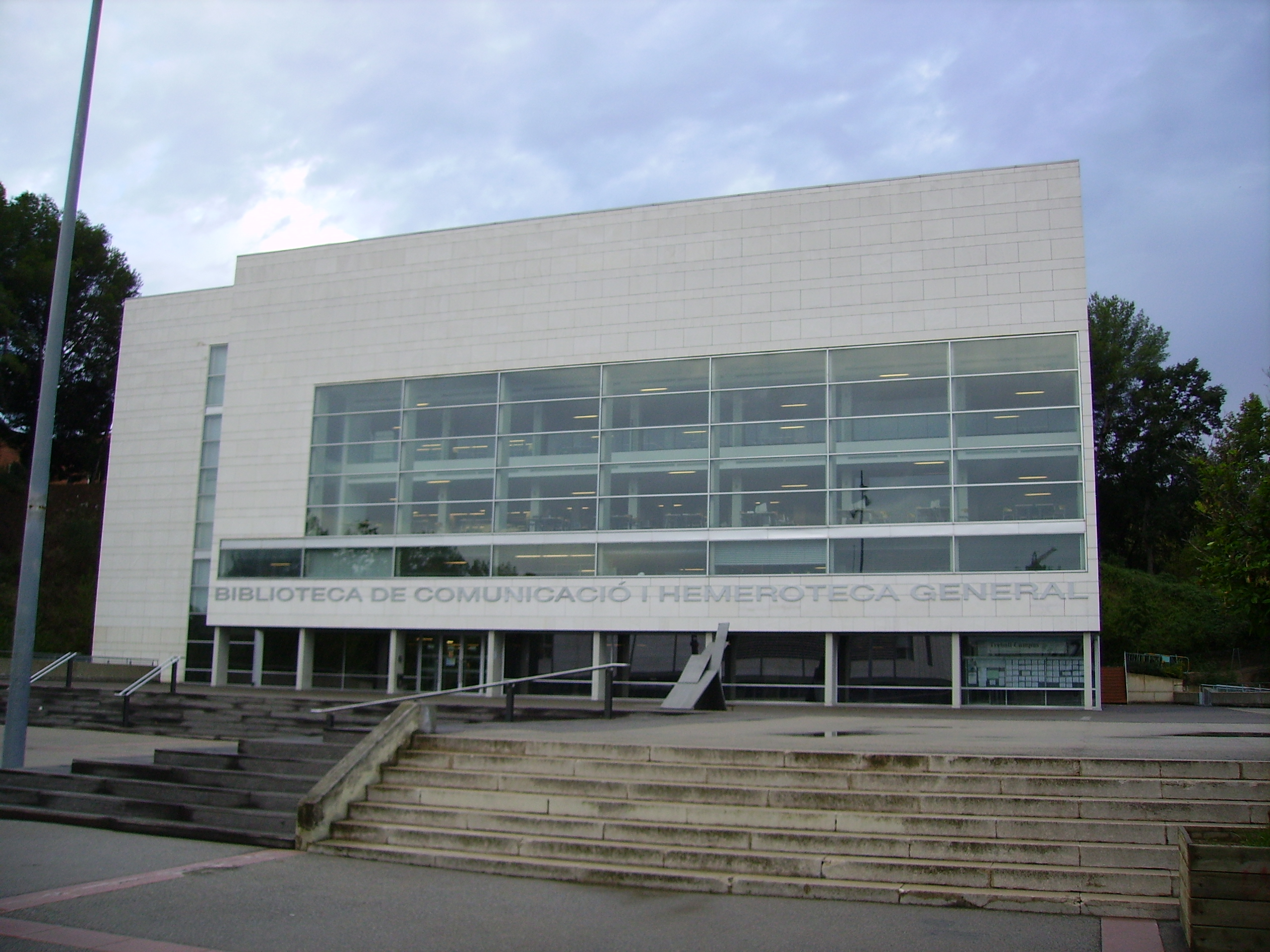
Bibliothek
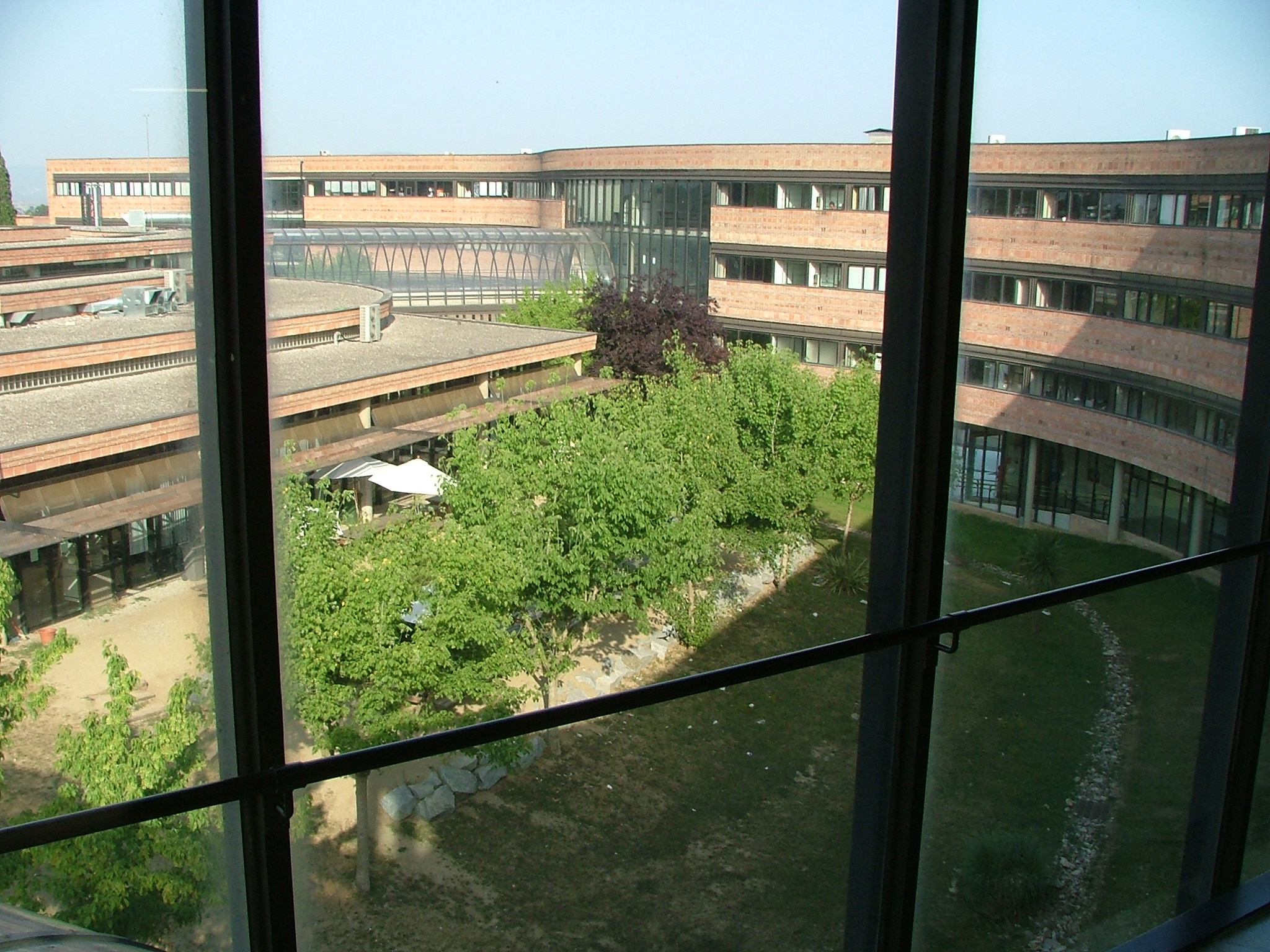
Fakultät für Veterinärmedizin

### Zahlen
- Studiengänge: 77
- Studenten: 51.459 (2005)
- Professoren und Mitarbeiter: 2908 (2005)